# عفيف
عفيف هي مدينة سعودية تتمتع بمكانة حيوية و موقع استراتيجي والمركز الإداري لمحافظة عفيف التابعة لمنطقة الرياض.

## وصلات خارجية
- الموقع الرسمي لمحافظة عفيف